# (3268) De Sanctis
(3268) De Sanctis est un astéroïde de la ceinture principale.

## Description
(3268) De Sanctis est un astéroïde de la ceinture principale. Il fut découvert le 26 février 1981 à La Silla par Henri Debehogne et Giovanni de Sanctis. Il présente une orbite caractérisée par un demi-grand axe de 2,35 UA, une excentricité de 0,13 et une inclinaison de 6,3° par rapport à l'écliptique.

## Compléments